# Троицкое кладбище (Красноярск)
Троицкое кладбище (Троицкий некрополь) —  старейшее из сохранившихся кладбище города Красноярска. Открыто для погребения с 1842 года. Кладбище расположено в Центральном районе. Площадь — около 21 гектара. Разбито на 11 секторов.
На территории кладбища находится Свято-Троицкий собор Красноярской и Ачинской епархии Русской православной церкви.

## История

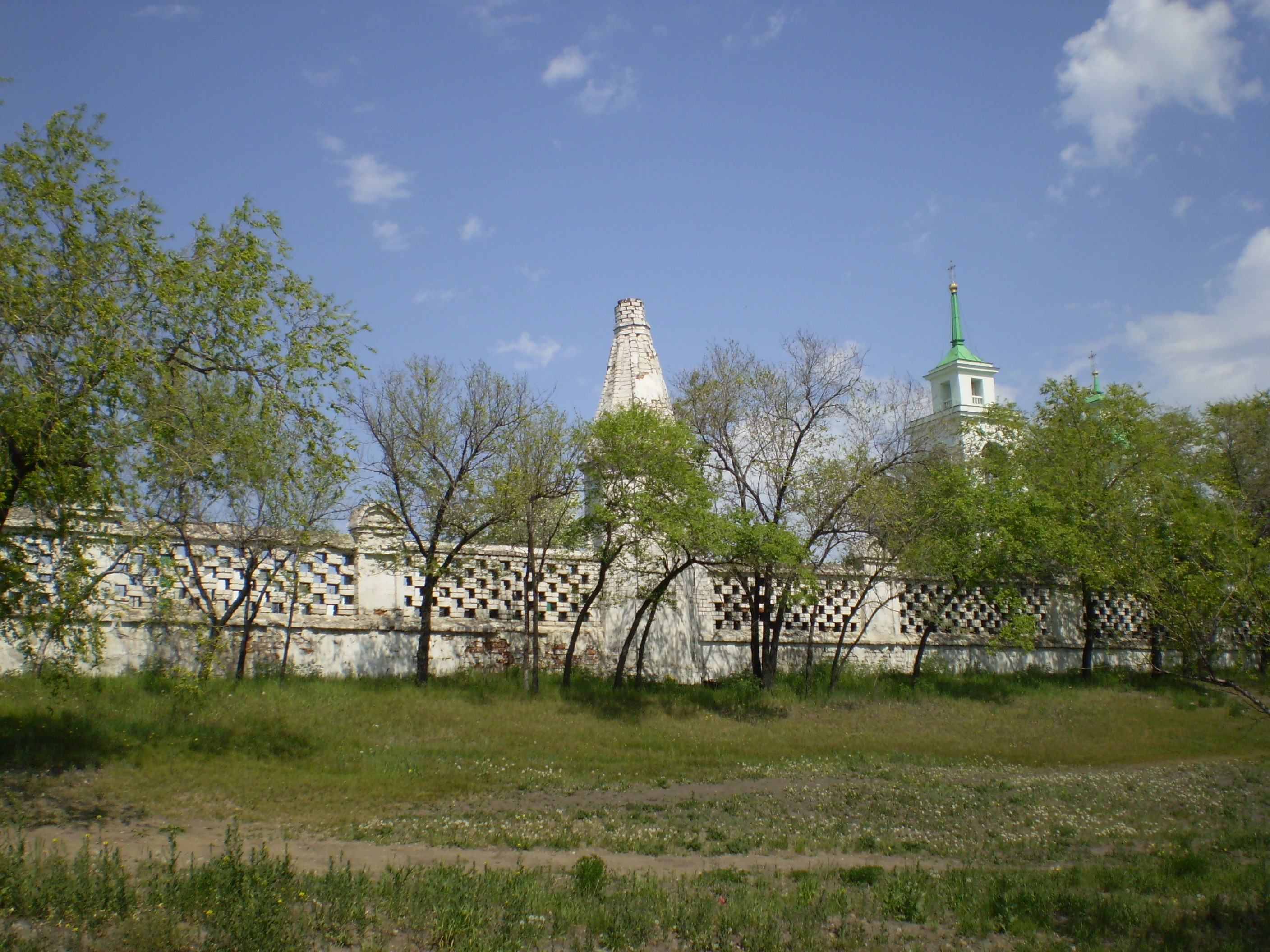
Ограда Троицкого кладбища и Свято-Троицкий собор.

Кладбище названо Троицким, по имени кладбищенской церкви Святой Троицы. После пожара 1773 года захоронения в Красноярске велись на Всесвятском кладбище у Всехсвятской церкви.
Город рос, и кладбище, оказавшееся в черте города, расширить далее не представлялось возможным.
В середине 1820-х годов под началом архитектора Вильяма Гесте был разработан перспективный генеральный план города. План города был утверждён императором. В верхнем левом углу плана написано: «На подлинном собственною е. и. в. написано рукою тако: быть по сему. Николай I. С. Петербург, ноября 2 дня 1828 года».
По плану застройки Красноярска 1828 года под новое кладбище была отведена площадь на горе за рекой Качей.
Решением Енисейского губернского правления от 29 мая 1835 года были утверждены план и фасад здания церкви. Они были разработаны губернским архитектором Г. Маковецким и помощником его, архитектором Петром Шаровым. Холодная Троицкая церковь заложена 20 мая 1836 года, но через три месяца было получено разрешение от епископа Томского и Енисейского Агапита, о дозволении построить и теплый придел. Он был освящён во имя святителя Иннокентия Иркутского 21 августа 1842 года, а Троицкий придел освящён 11 октября 1848 года.
После освящения придела во имя святителя Иннокентия Иркутского начались захоронения на новом кладбище. Одно из первых сохранившихся захоронений датируется 1843 годом. Это могила мещанина Федора Коллегова.
Сначала кладбище имело небольшую площадь, затем оно постепенно расширялось, производились прирезки земли с северной и восточной стороны. В 1850-е годы на средства красноярского купца Николая Иноземцева была построена каменная ограда с воротами на западной стороне кладбища, а позднее и с южной стороны.
В 1860-е годы купец Матвей Сажин построил каменную часовню во имя Святых Апостолов Петра и Павла.
В 1914 году кладбище расширили и с западной стороны.
В 1970-е годы XX века кладбище хотели уничтожить, но власти прислушались к протесту родственников, имевших здесь захоронения, к протестам и просьбам церкви. Кладбище оставили, однако и заботы о нём не проявляли.
По данным КрасТИСИЗ, на 1976 год на кладбище было зарегистрировано более 30 тысяч захоронений (могил).
В 1991 году Ольга Аржаных создала общественную организацию «Культурно-исторический музей-некрополь Троицкого кладбища в Красноярске». В 1996 году администрация города Красноярска придала кладбищу статус историко-мемориального; однако в 2003 году таковой статус был отозван.

### Памятники архитектуры
- Могила архитектора С. Г. Дриженко (1878 - 1946)[1]

### Памятники истории
- Могила А. И. Гладкова (1907—1928) — секретаря райкома ВЛКСМ
- Могила Ф. К. Дриженко (1858—1922) — гидрографа-геодезиста
- Место предполагаемого захоронения декабриста М. Ф. Митькова
- Место предполагаемого перезахоронения камергера Н. П. Резанова
- Могила просветителя Т. А. Сайлотова (1845—1918)
- Братская могила членов исполкома Красноярского Совета партийной организации, видных и активных революционеров-большевиков, деятелей профсоюзного движения в Красноярске, расстрелянных колчаковцами в 1919 году
- Могила Г. В. Юдина — библиофила
- Братская могила членов исполкома Красноярского Совета рабочих, солдатских и крестьянских депутатов Т. П. Марковского, А. П. Лебедевой, С. В. Печёрского, казнённых интервентами 27 июля 1918 года
- Братская могила военных лётчиков — участников Великой Отечественной войны, похороненных госпиталями Красноярска в 1941—1945 годы
- Братское кладбище воинов Советской армии, умерших от ран в госпиталях города Красноярска в 1941—1945 годы
- Могила художника Д. И. Каратанова (1874—1952)
- Могила оперной певицы М. Н. Риоли-Словцовой (1889—1954)
- Могила оперного певца П. И. Словцова (1886—1934)
- Могила архитектора В. А. Соколовского (1886—1934)
- Могила П. Ф. Суриковой — матери художника В. И. Сурикова (1818—1895)
- Могила А. И. Сурикова — брата художника В. И. Сурикова (1856—1930)
- Могила писателя Н. С. Устиновича (1911—1962)

## Известные люди, похороненные на Троицком кладбище (в алфавитном порядке)
- Агапов, Михаил Павлович (? — 1913) — резчик по камню, был единственным гравером в Енисейской губернии, участвовал в первой сельскохозяйственной выставке в Красноярске (1892), получил похвальную грамоту;
- Абалаков, Онисим (1841—1891) и его сын Михаил (1880—1910) — потомственные казаки. Михаил — отец известных советских альпинистов братьев Евгения и Виталия Абалаковых;
- Ауэрбах, Николай Константинович (1892—1930) — археолог, краевед, общественный деятель;
- Башилов, Иван Яковлевич (1892—1953) — ссыльный профессор, разработавший в течение года технологию аффинажа (высшей очистки платины), которую в России пытались создать на протяжении полутора веков;
- Бессонов, Фёдор Владимирович (1868—1947) — старший матрос канонерской лодки Кореец, которому цесаревич Николай, будущий царь, во время путешествия в Японию в 1891 вручил свои часы за хорошую службу;
- Гадалов, Николай Герасимович (1835—1898) — потомственный почётный гражданин, купец;
- Голосов, Виктор Федотович (1906—1971) — советский философ, профессор, доктор философских наук;
- Геза Дьони (1884 — 1917) — прапорщик, военнопленный, известный венгерский поэт;
- Давыдов, Василий Львович (1793—1855) — участник Отечественной войны 1812 года, декабрист;
- Дриженко, Фёдор Кириллович (1858—1922) — гидрограф, именем которого назван мыс у северной оконечности Новой Земли;
- Дыхно, Александр Михайлович (1909—1957) — доктор медицинских наук, профессор, основатель красноярской школы хирургов;
- Зарубов, Петр (? — 1918) — юнкер;
- Ермолаев, Симон Афанасьевич (1870—1948) — депутат I Государственной думы Российской империи от Енисейской губернии, был посажёным отцом на свадьбе В. И. Ленина и Н. К. Крупской, когда они венчались будучи в ссылке в с. Шушенском;
- Ирхо, Георгий Ефимович (1912—1965) — кандидат медицинских наук, доцент, заведующий кафедрой общей хирургии Красноярского государственного медицинского института ;
- Копылов, Василий Иванович (? — 1844) — губернатор Енисейской губернии;
- Каратанов, Дмитрий Иннокентьевич (1874—1952) — первый из сибирских художников, удостоенный почётного звания заслуженного деятеля искусств РСФСР;
- Комаров, Александр Федорович (? — 1907) — член городской думы, общественный деятель, краевед, первый книготорговец в Красноярске;
- Красножёнова, Мария Васильевна (1871—1942) — краевед, фольклорист;
- Кузнецов, Иван Иванович (1847—1910) — купец-меценат;
- Лессинг, Христиан Фридрих — (1809—1862) — врач-гомеопат, ботаник, метеоролог, путешественник, золотопромышленник, мельник и пивовар;
- Макаров, Василий Яковлевич — протоиерей, племянник вице-адмирала С. О. Макарова;
- Мамеев, Степан Николаевич (1859—1939) — библиограф, историограф, архивариус, составивший родословное древо В. И. Сурикова;
- Миклашевская, Генрика Павловна (1871—1962) — ботаник;
- Микуцкий, Борис Антонович — (1914—1974) — Герой Советского Союза
- Митьков, Михаил Фотиевич (около 1791—1849) — участник Отечественной войны 1812 года, декабрист, метеоролог;
- Модль, Михаил Озвович (1882—1957) — врач-хирург Железнодорожной больницы на станции Красноярск;
- Олониченко, Алексей Иванович — (1874—1946) — селекционер-садовод;
- Парфентьев, Иван Федорович (1823—1899) — мещанин, мемуарист, коренной красноярец, окончил местное училище, работал 27 лет в городском суде частным поверенным;
- Попов, Александр Григорьевич (1865—1930) — художник и скульптор.
- Потылицын, Николай Ильич (1890—1962) — дядя по матери В. П. Астафьева;
- Прушинская, Лида (1950—1964) — школьница, трагически погибшая при спасении ребёнка на пожаре;
- Пулло, Николай Константинович (1869—1942) — врач-гинеколог;
- Рачковская, Екатерина Александровна (1857—1900) — с неё в 1891 году В. И. Суриков написал портрет «Сибирская красавица», общественный деятель конца 19 века.
- Савенков, Иван Тимофеевич (1846—1914) — педагог, историк, археолог;
- Словцов, Пётр Иванович (1886—1934) — оперный певец;
- Соколовский, Владимир Александрович (1874—1959) — российский и советский инженер-архитектор;
- Спандарян, Сурен Спандарович (1882—1916) — революционер, армянский литературный критик и публицист;
- Сурикова, Прасковья Фёдоровна (1818—1895) — мать русского художника В. И. Сурикова и его младший брат Суриков, Александр Иванович (1856—1930);
- Татьянин Александр Евдокимович (1913—1956) — советский архитектор.
- Худоногов, Юрий Иванович (1924—1967) — советский и российский художник, яркий представитель советского искусства шестидесятых годов;
- Шаров, Петр Алексеевич (1799—1846) — архитектор, один из авторов проекта Троицкой кладбищенской церкви;
- Чернышёв, Леонид Александрович (1875—1932) — архитектор, художник;
- Чулков, Михаил Прокопьевич (1881—1942) — первый кинорежиссёр и кинооператор дореволюционного Красноярска;
- Юдин, Геннадий Васильевич (1840—1912) — российский библиофил, купец и промышленник.

## Галерея

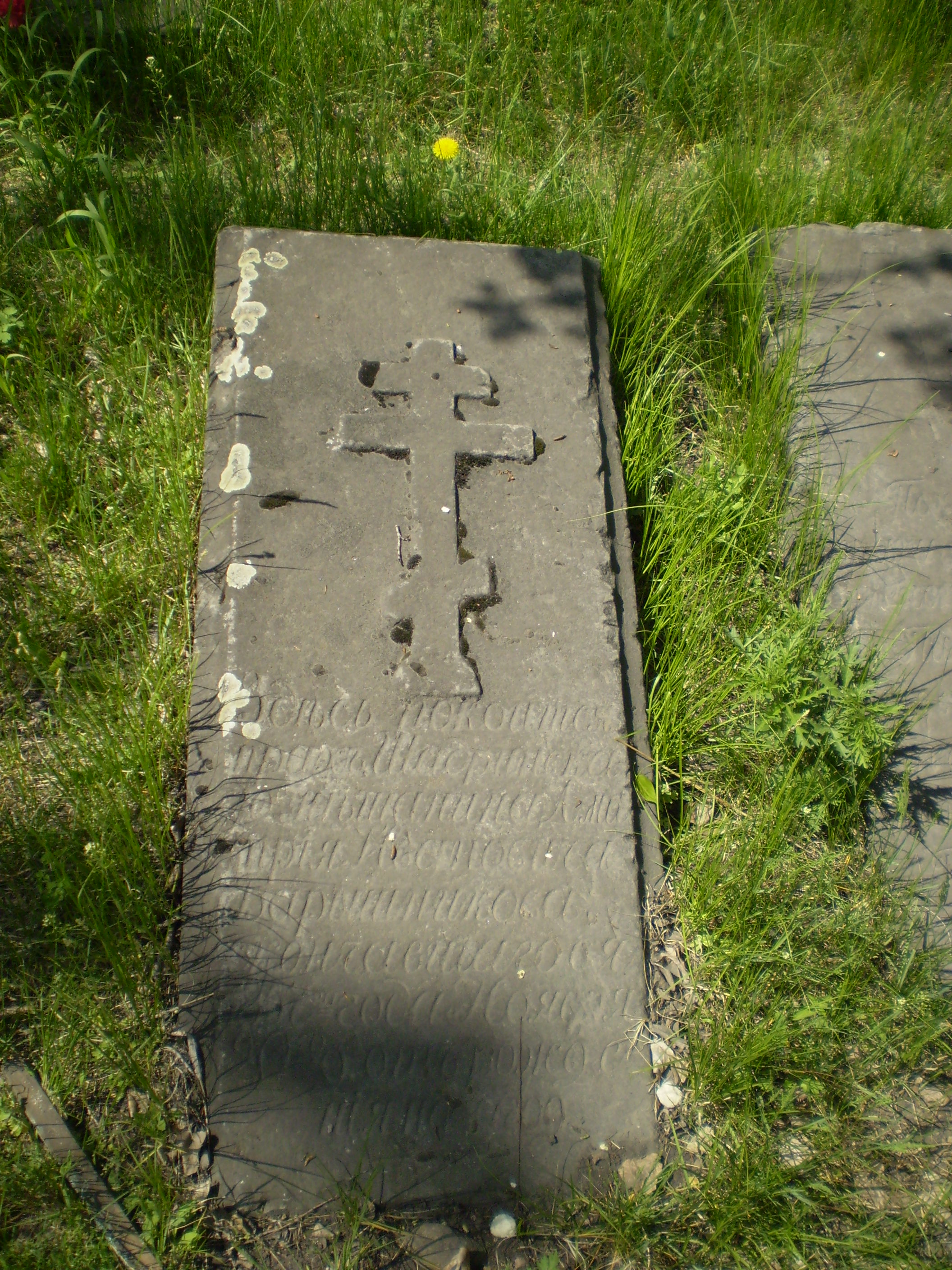
Плита над могилой
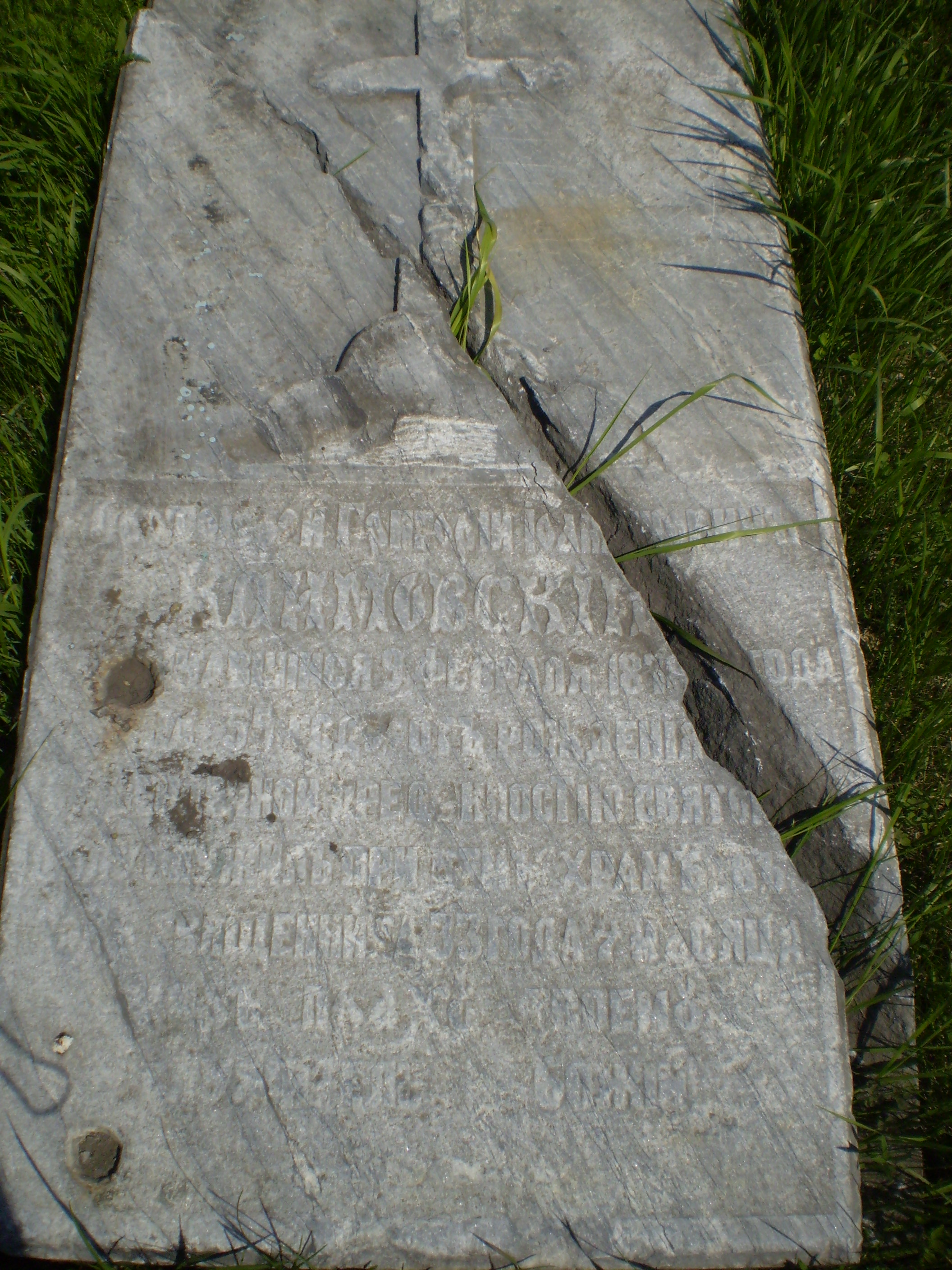
Раннее захоронение
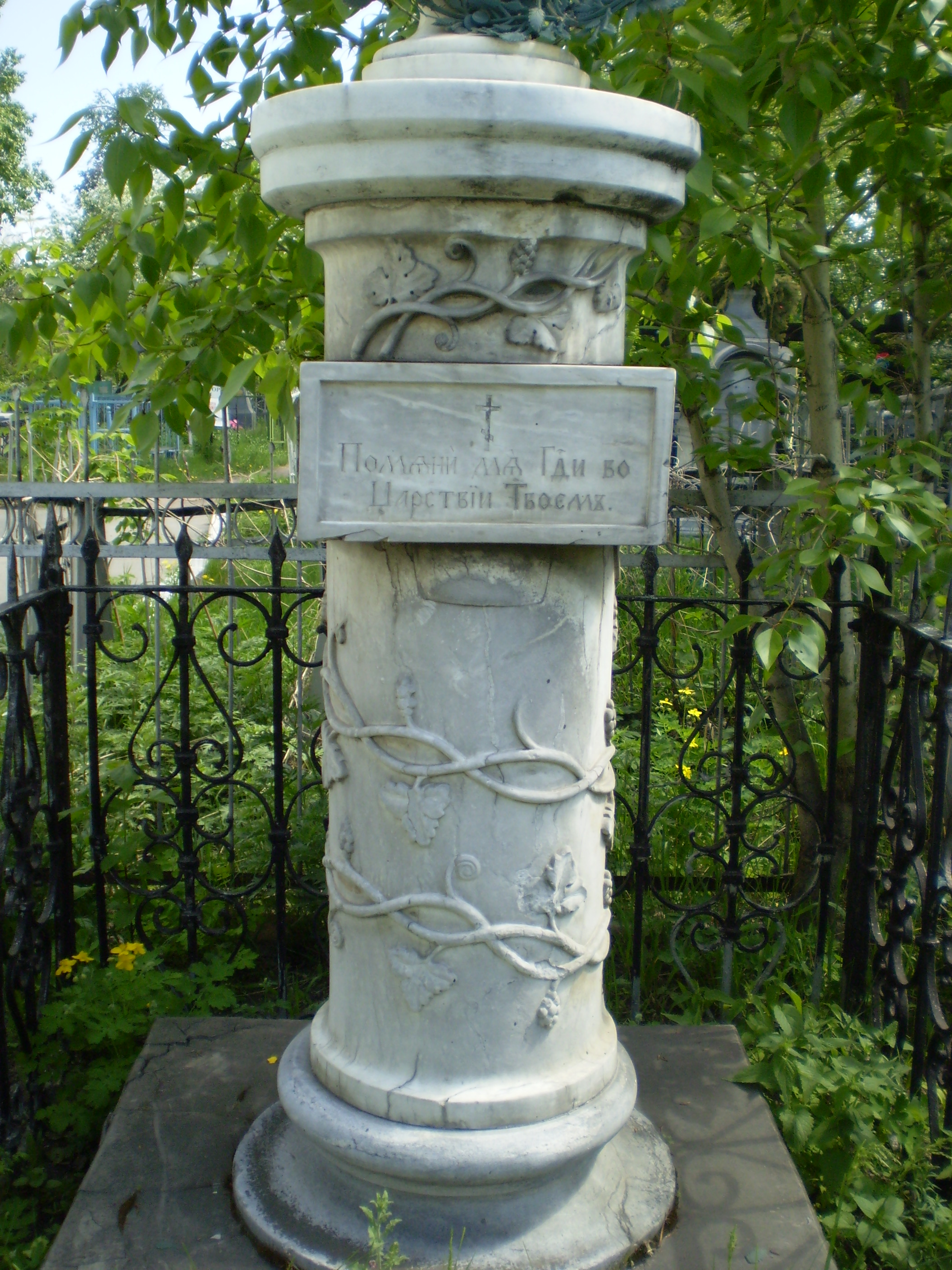
Памятник над могилой декабриста В. Л. Давыдова
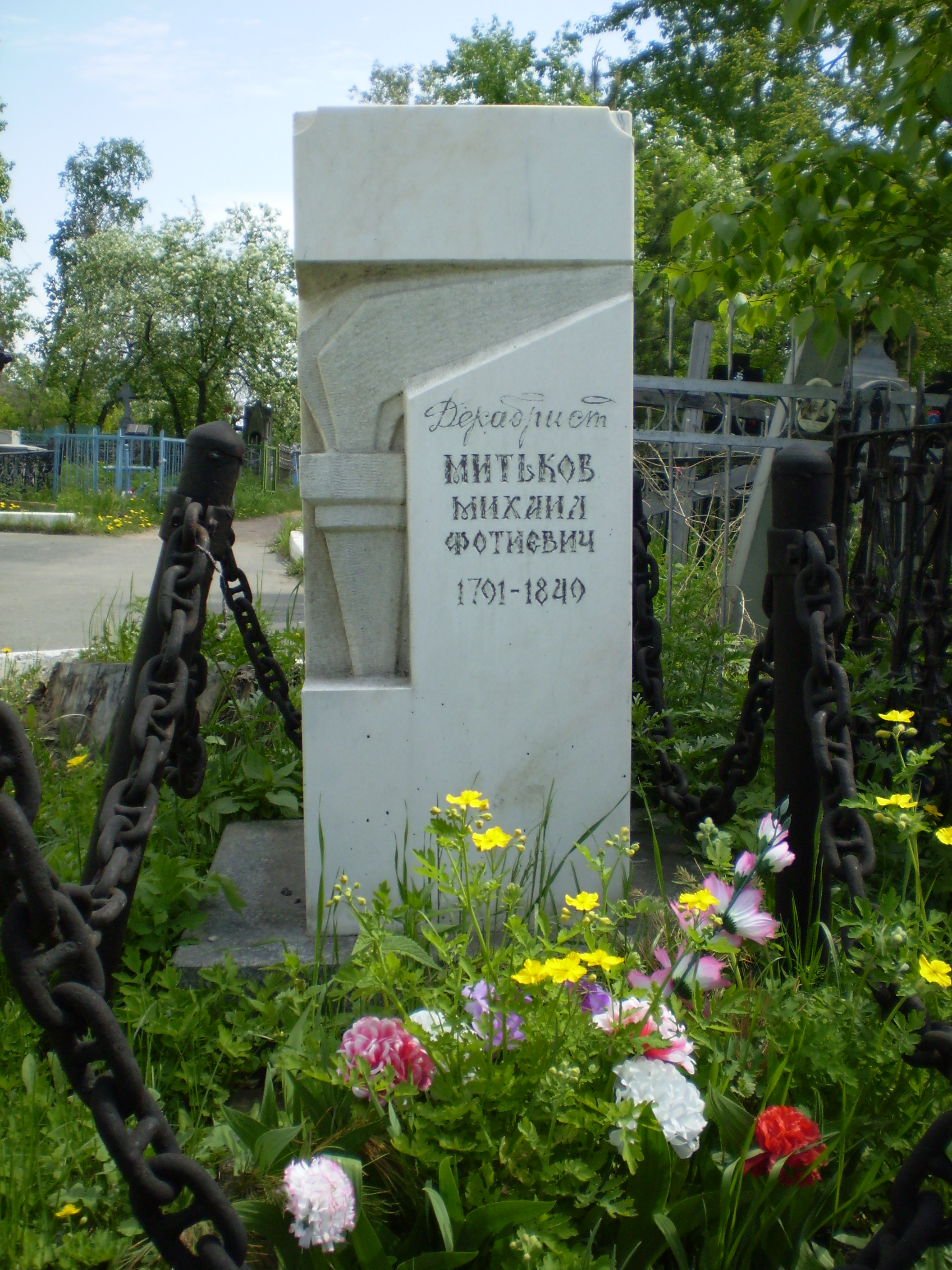
Памятник декабристу М. Ф. Митькову
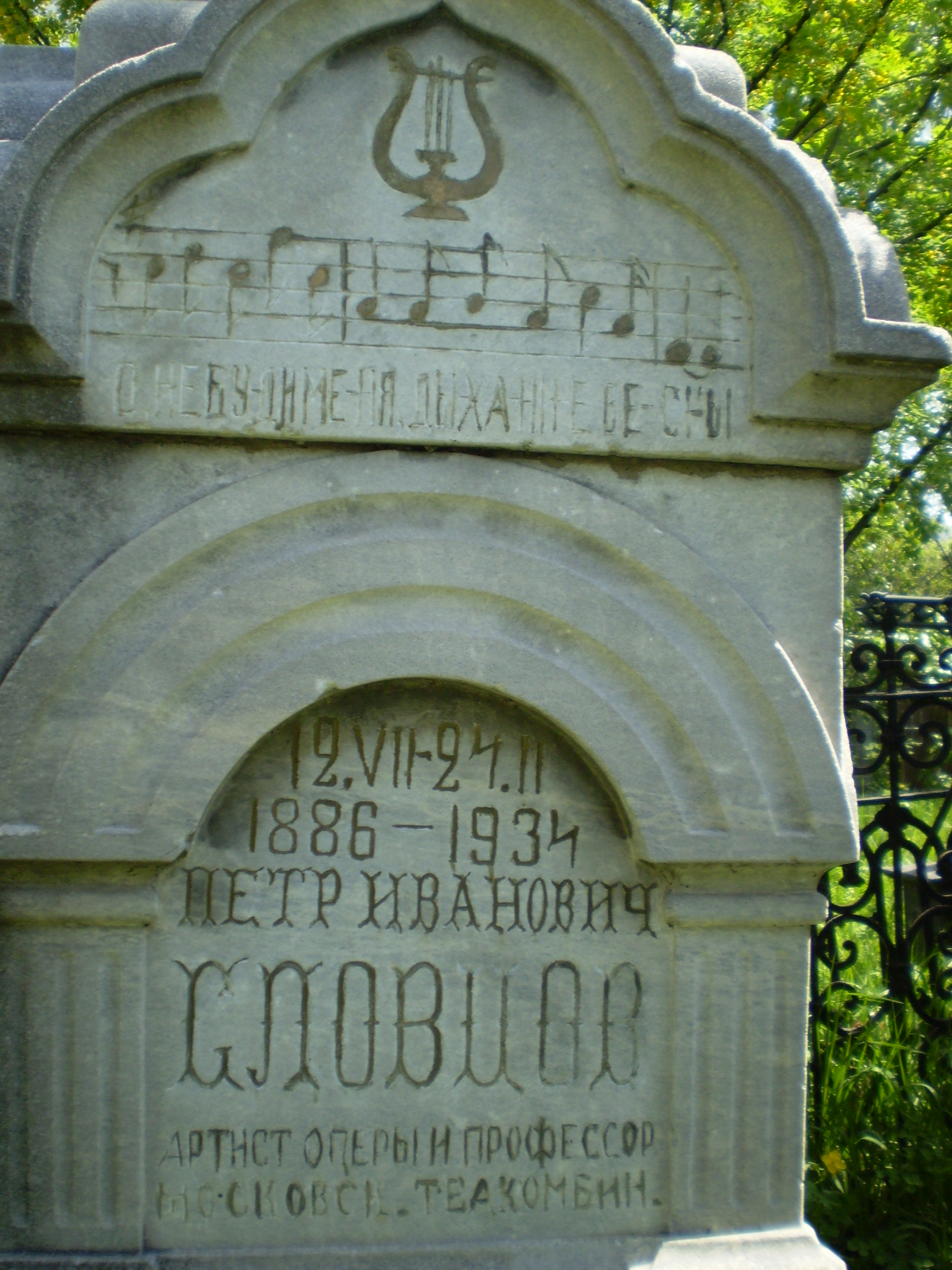
Памятник над могилой оперного певца П. И. Словцова
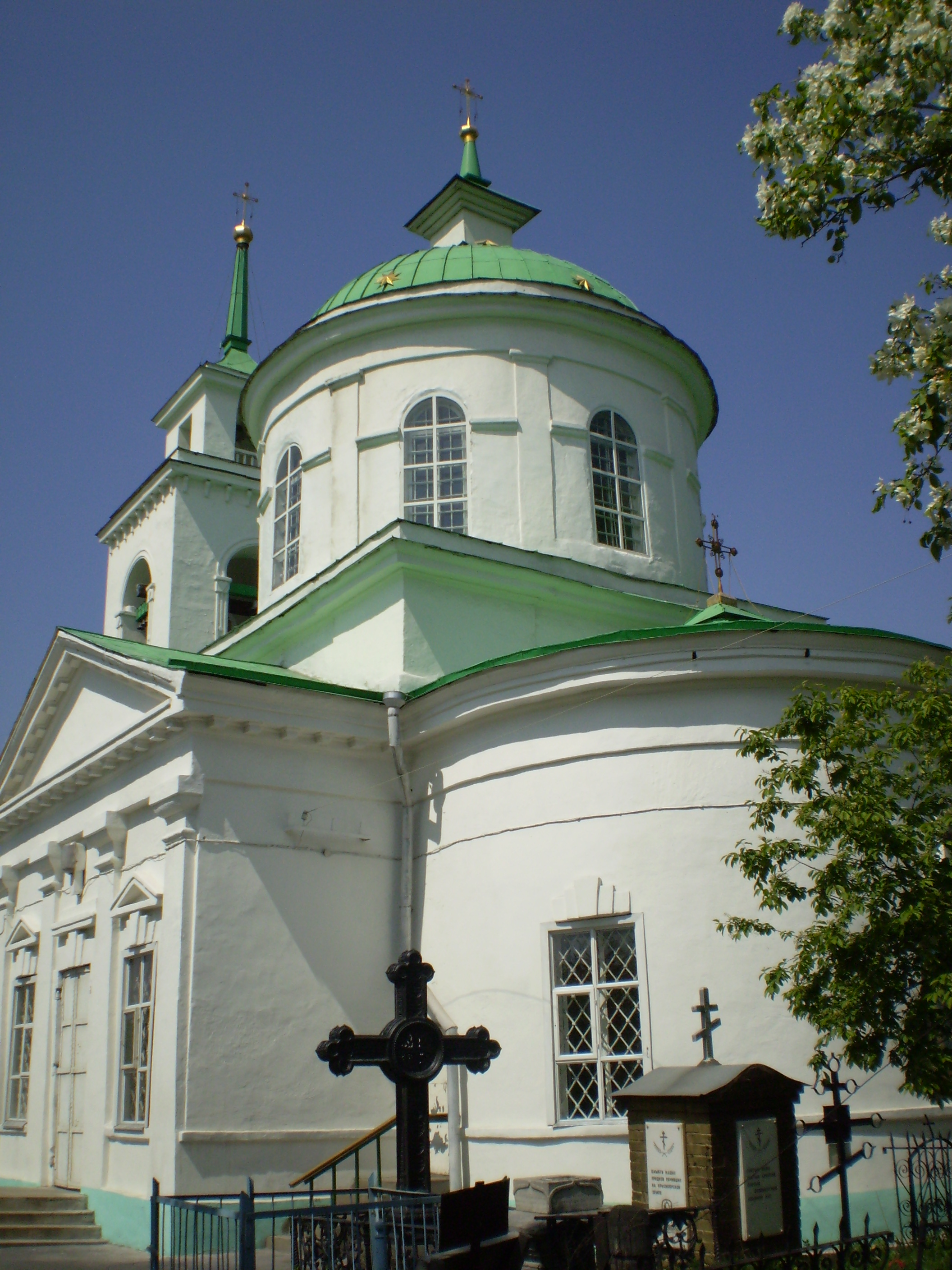
Свято-Троицкий собор
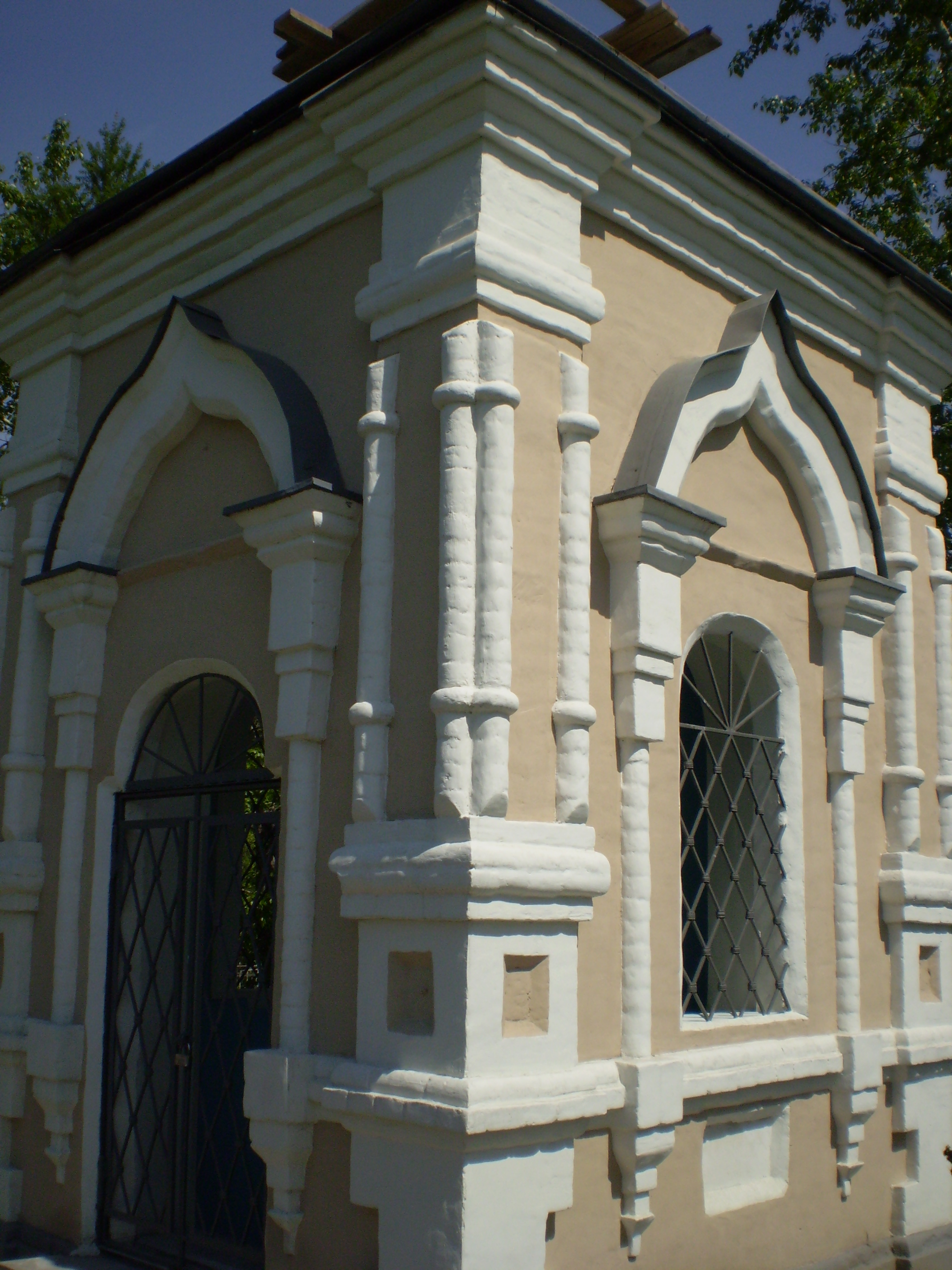
Часовня во имя Святых Апостолов Петра и Павла
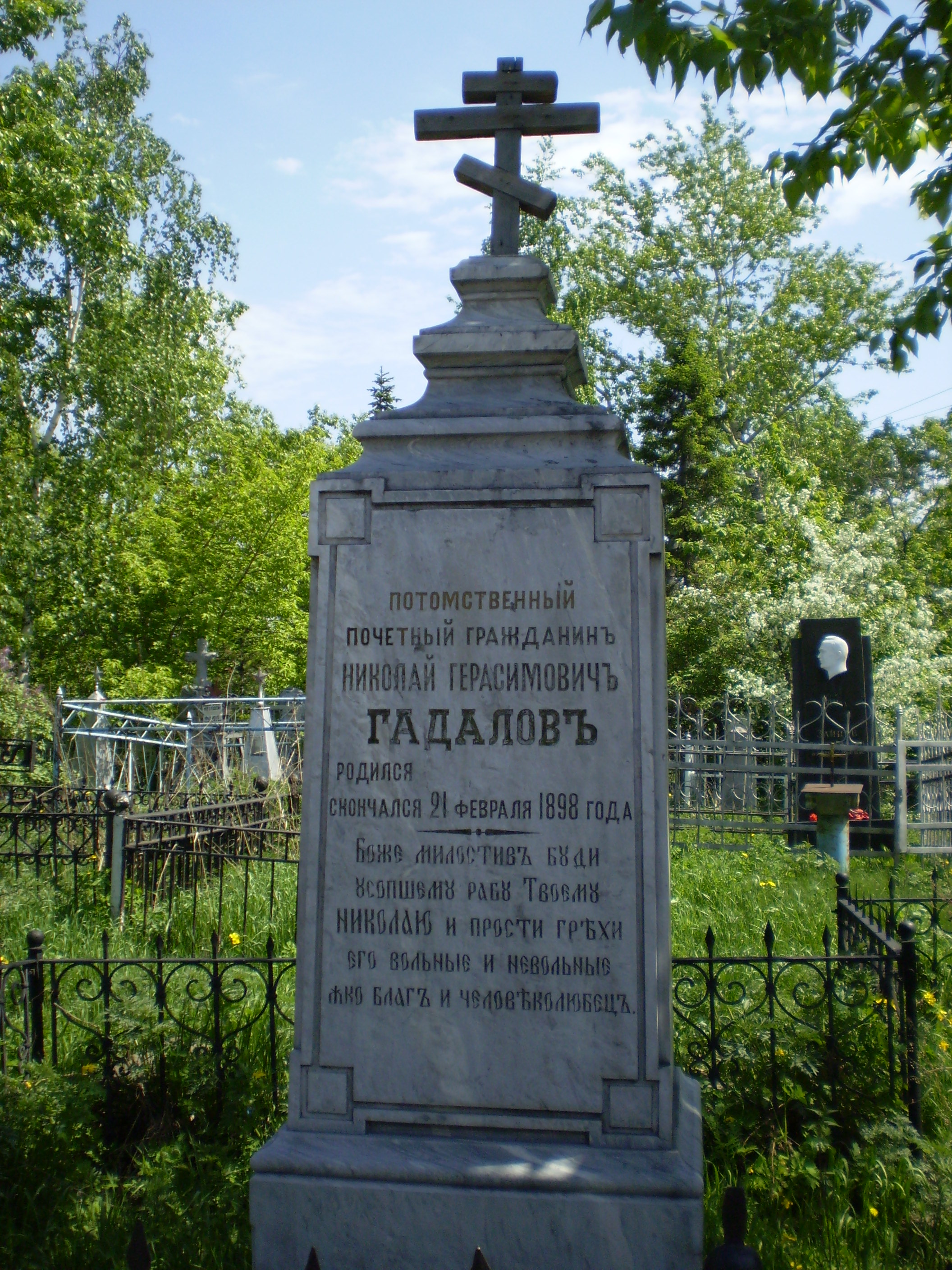
Памятник над могилой Н. Г. Гадалова
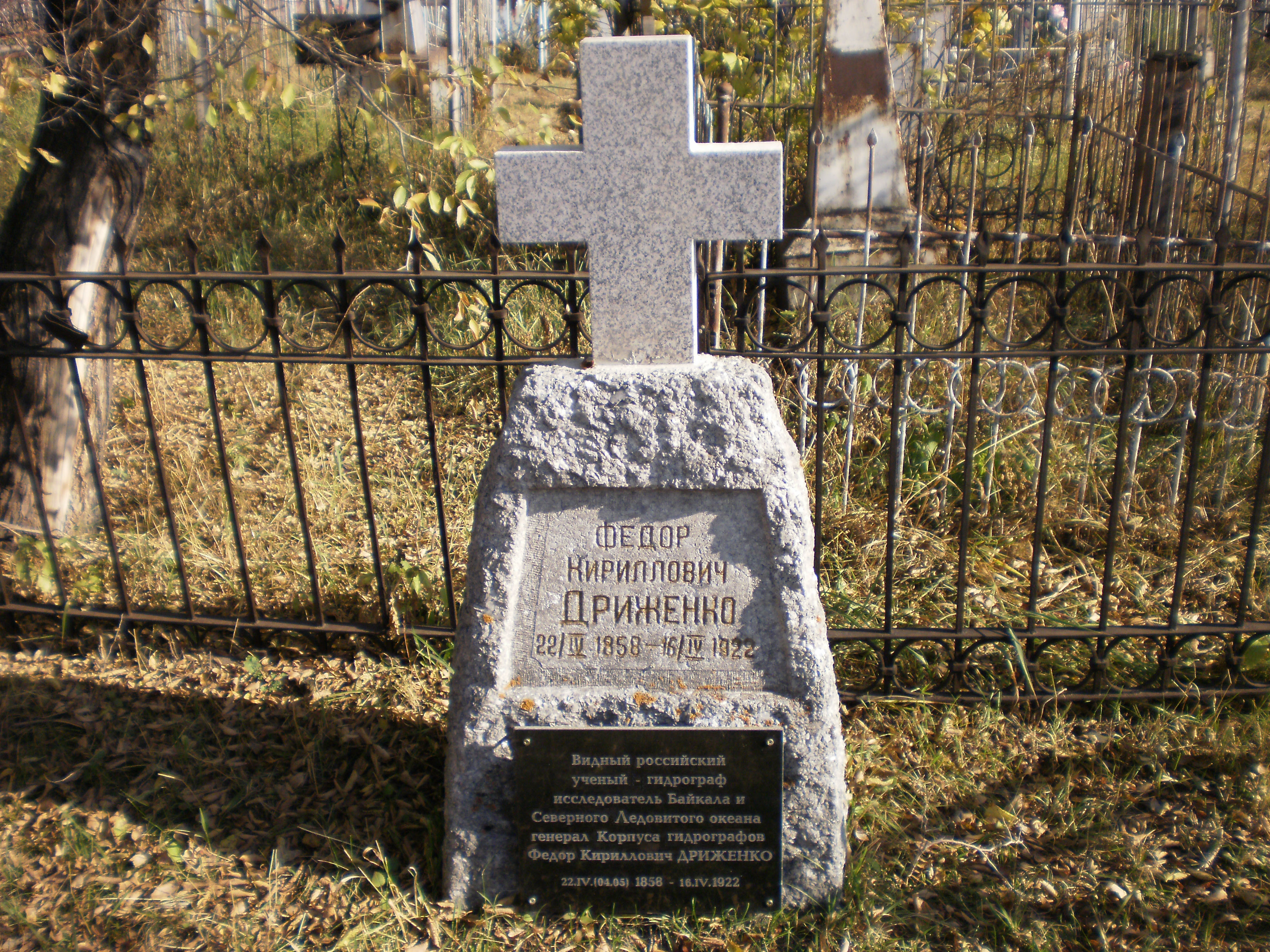
Памятник над захоронением Ф.К.Дриженко